# Ilha Colón
A Ilha Colón é a ilha principal do Arquipélago de Bocas del Toro, situado no noroeste do Panamá no Mar do Caribe. Com uma superfície de 61 km², é a maior ilha da província de Bocas del Toro e a quarta maior do país.
Ao sudeste da ilha se encontra a cidade de Bocas del Toro, capital do distrito e da província de Bocas del Toro; esta ilha é acessível por avião, em onde tem um aeroporto e por um trem, que une com a cidade de Almirante, em terra firme.
Nesta ilha existem diversos lugares turísticos e hotéis que tem atraído turistas estrangeiros.

## Imagens

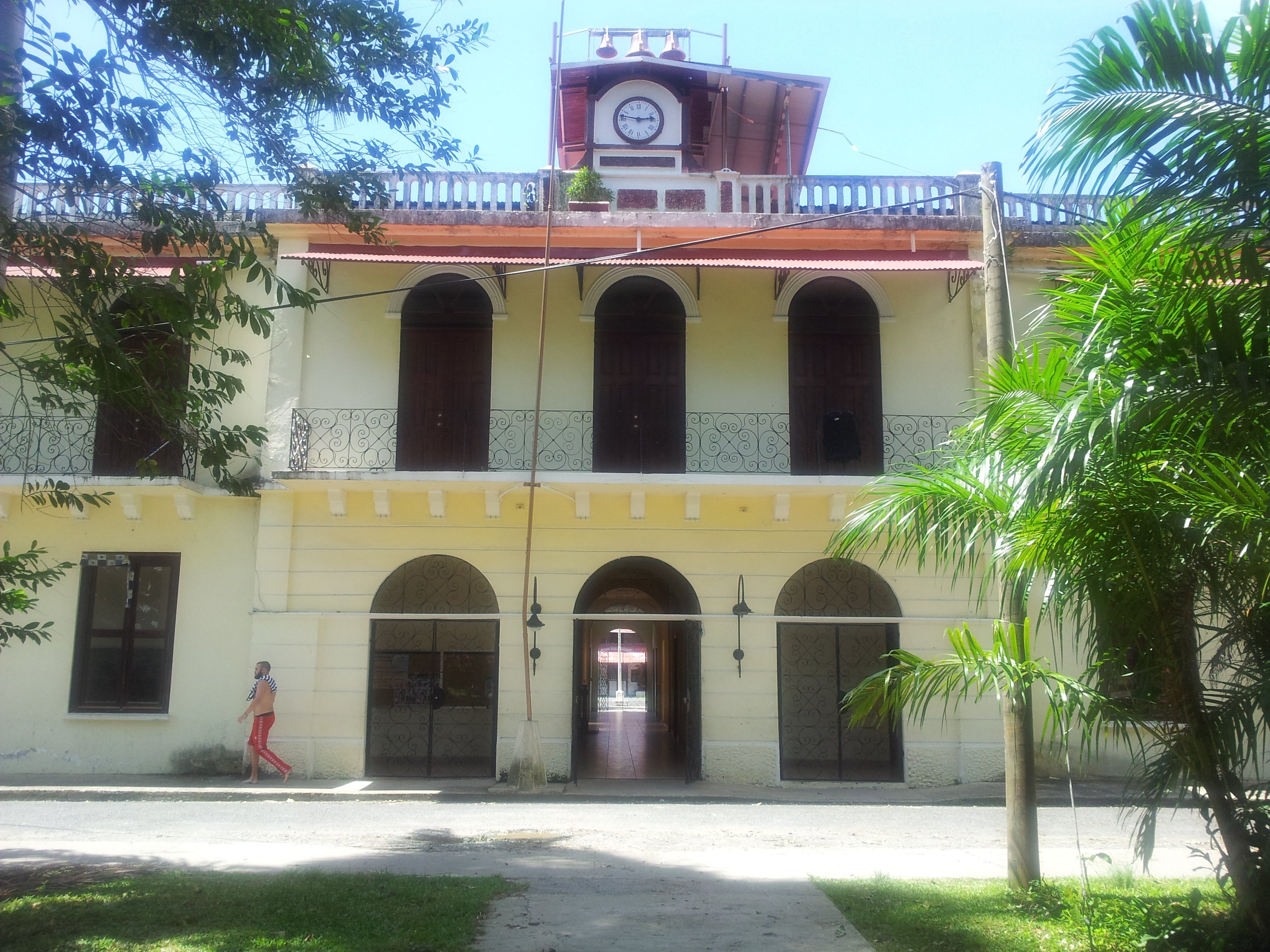
Casa do governador
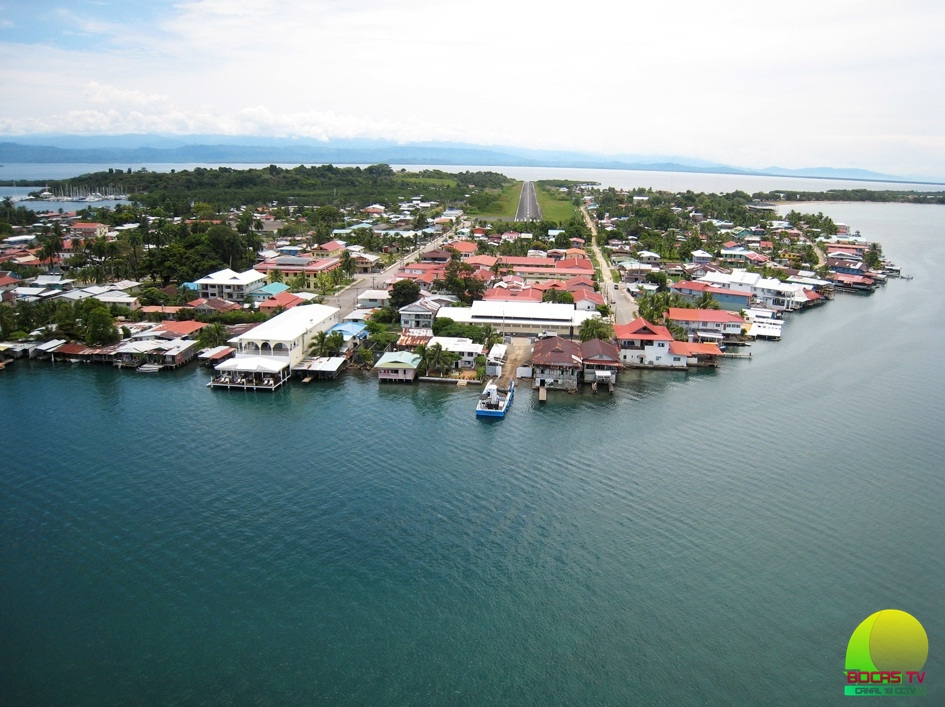
Frente marítima
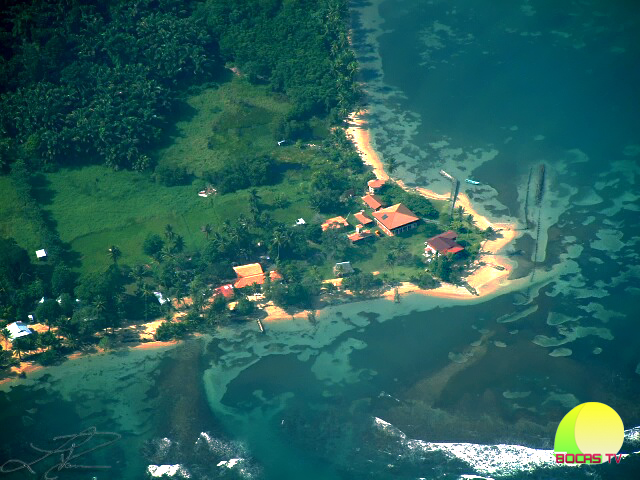
Bocas del Drago
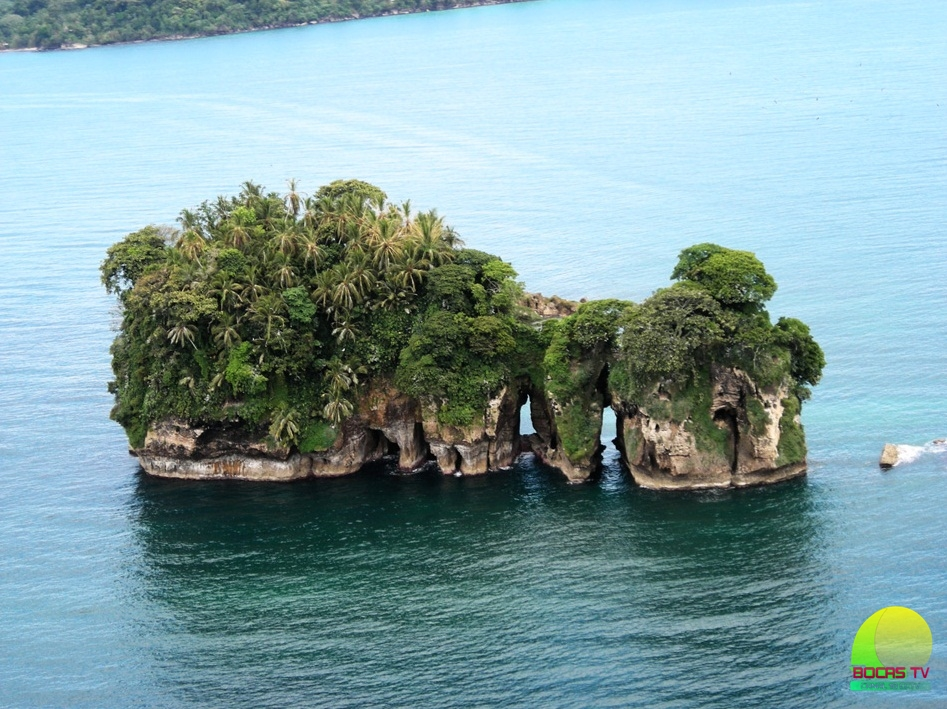
Swans Cay
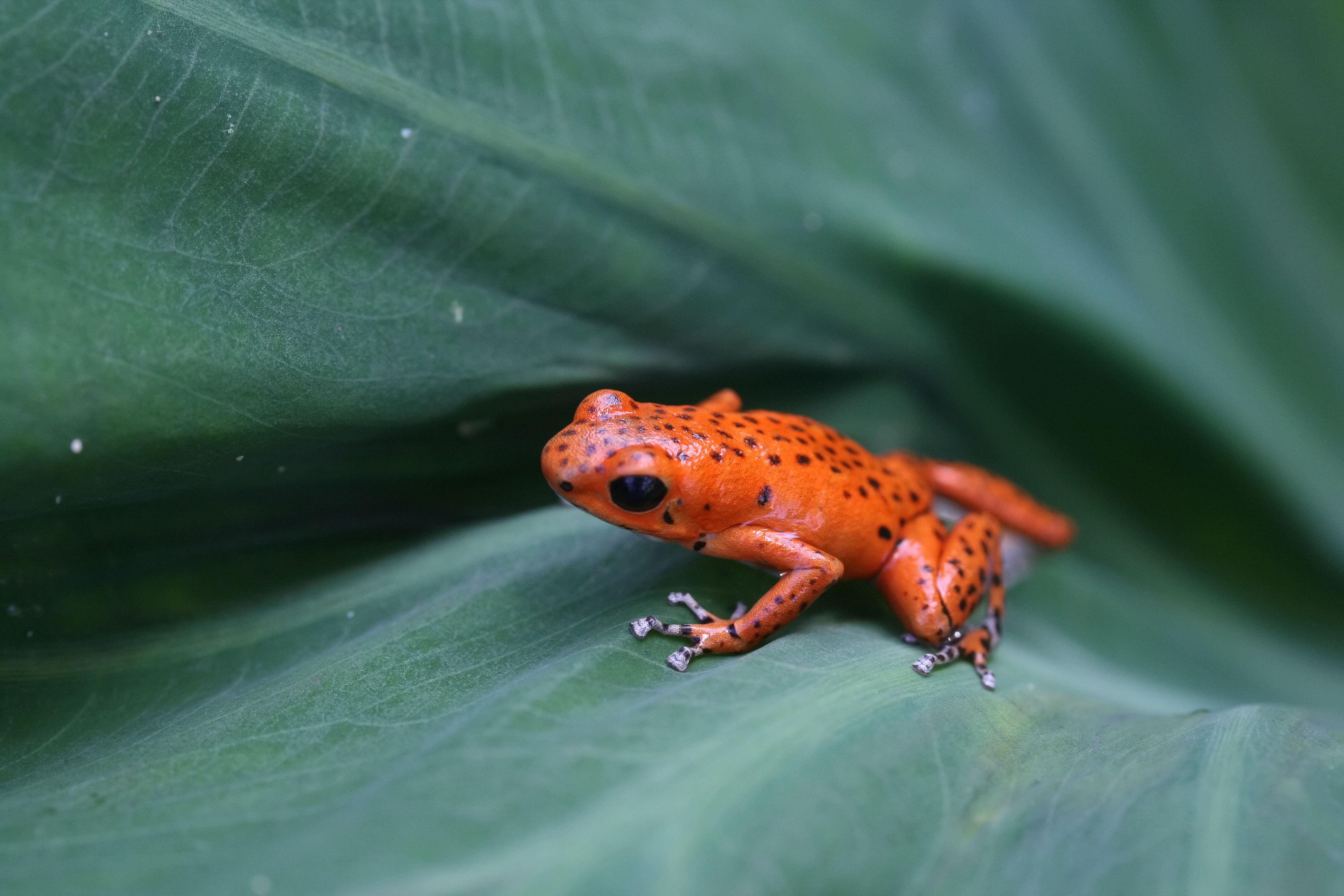
Sapo-vermelho, fauna local